# زوونیمیر ووجین
زوونیمیر ووجین (انگلیسی: Zvonimir Vujin; ۲۳ ژوئیهٔ ۱۹۴۳ – ۸ دسامبر ۲۰۱۹) بوکسور اهل یوگسلاوی بود.
وی در مسابقات کشوری و بین‌المللی در مجموع برندهٔ ۱ مدال طلا، ۱ مدال نقره، ۳ مدال برنز شده‌است.